# Ladykiller in a Bind
My Twin Brother Made Me Crossdress as Him and Now I Have to Deal with a Geeky Stalker and a Domme Beauty Who Want Me in a Bind!!, ou Ladykiller in a Bind, est un visual novel érotique paru en 2016, créé par Love Conquers All Games, avec Christine Love à l'écriture et à la programmation, et Raide pour les visuels.
Il s'agit d'une comédie romantique et érotique décrite comme traitant de « la manipulation sociale, le transformisme et des filles attachant d'autres filles ».

## Concept du jeu
Le joueur est placé dans la peau d'une femle de 18 ans, qui est manipulée par son frère jumeau afin qu'elle usurpe son identité et prenne sa place pendant une croisière organisée pour sa classe pour la dernière année de lycée, alors qu'elle est pressentie pour gagner le concours de popularité. Lors de ses interactions avec ses camarades de classe pendant les septs jours que dure la crosière, il est possible qu'elle les manipule à leur tour et les séduise, souvent durant des scènes BDSM.
Certaines scènes continennent de la nudité ou du contenu sexuel. Cependant, le jeu propose des options pour sauter les scènes de sexe et couvrir les personnages nus avec des pulls de Noël. En janvier 2017, Christine Love publia un patch qui modifiait une scène qui fut le sujet de nombreuses critiques de joueurs et de la presse. Dans cette scène, la protagoniste était sujette à une humiliation sexuelle non consentie par un homme.

## Sortie du jeu
Ladykiller in a Bind est disponible sur les systèmes d'exploitation Windows, Mac, et Linux.
À l'origine, le jeu était distribué uniquement via la plateforme Humble Store, et n'était pas disponible sur Steam de par la politique de cette plateforme envers les jeux qui contenaient "trop" de contenu sexuel. Une campagne organique fut conduite par d'autres créateurs de jeux vidéo, envoyant des emails pour que Valve, l'entreprise derrière Steam, accepte le jeu sur sa plateforme - pointant du doigt que Genital Jousting, un jeu où des pénis se battent, était disponible sur la plateforme. En janvier 2017, Ladykiller in a Bind sortit sur Steam après que Christine Love soit parvenue à contacter quelqu'un chez Valve et à expliquer le jeu.

## Accueil
Ladykiller in a Bind reçut des notes moyennes ou passables de la part des critiques. Sur Metacritic, le jeu a un score de 73 sur 100 basé sur 7 critiques.
Dans sa critique du jeu dans Polygon, Allegra Frank dit apprécier les personnages et leur dessin ainsi que la représentation "élégante" et "organique" par le jeu de sexualités non-conventionnelles, mais critiqua la fin, jugée "abrupte et décevante". Marcus Estrada dans Hardcore Gamer mentionna la grande qualité des visuels, de l'écriture, et de la bande son, ainsi que "l'incroyable groupe de personnages".
Jess Joho, dans sa critique pour Kill Screen, souligna que le jeu réussit le "tour de force" de rendre les discussions sur le consentement - qui sont centrales dans les scènes érotiques du jeu - sexy, en faisant "que les parties les plus émoustillantes ne montrent rien de plus et rien de moins que deux personnes en train de consentir, se disant l'un l'autre ce qu'ils veulent avec une honnêteté et une écoute inébranlables". Elle nota cependant que l'accent mis sur le consentement en venait parfois à devenir trop explicite.
Dans Rock, Paper, Shotgun, Kate Gray écrivit qu'il était "incroyablement rafraîchissant de voir un jeu dont le public cible n'est pas automatiquement les hommes et les hétérosexuels", mais elle critiqua l'histoire du jeu, trouvant que l'idée du consentement était sapée par le fait que le protagoniste mentait à ses partenaires à propos de son genre et son identité, et le qualifia d'"irresponsable et préjudiciable" du fait la ligne entre des actes consensuels de BDSM et du sexe forcé ou de nature transactionnelle était parfois trouble. Après que l'une des scènes en question fut modifiée par un patch, Simone de Rochefort et Merritt k de Polygon ont jugé que cette discussion était "décourageante" car symptôme d'une demande d'"un niveau de précision impossible à atteindre quand l'on traite de sujets compliqués, surtout de la part de développeurs queer".

## Récompenses
En 2017, il reçoit le prix d'excellence en narration et une mention honorable pour le prix Nuovo lors de l'Independent Games Festival.